# Parilia

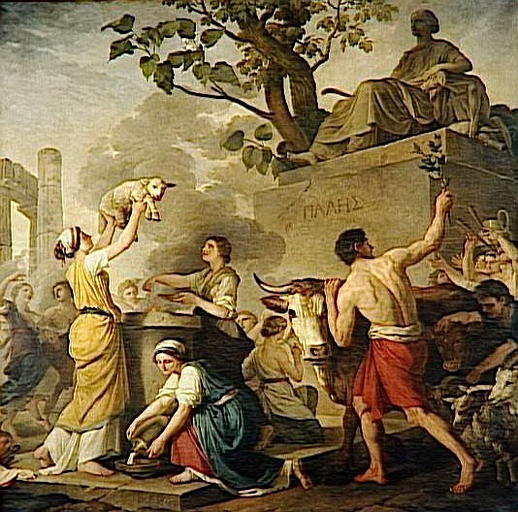
Festa di Pales, recreación de la fiesta del dios Pales, Joseph-Benoit Suvée

La Parilia o fiestas pariles eran consideradas en la antigua Roma una de las más importantes festividades religiosas por la que se conmemoraba la legendaria fundación de la Urbe. Tenían lugar todos los 21 de abril (Ante diem XI Kalendas Maias).

## Actos y eventos
Todos los 21 de abril, las familias romanas asistían al monte Palatino, donde uno o más sacerdotes del dios de los pastores Pales, desde un altar en un promontorio de la colina santificaban los rebaños con pétalos de rosas (según la tradición). Después se sacrificaban algunos animales en honor al dios pastoril, de los que comían todos los festejantes en un gran banquete. Por la tarde y al anochecer, se encendían hogueras que los ganaderos saltaban tres veces para asegurar la salud y fecundidad de su rebaño. Además, Ovidio relata que estos mismos quemaban plantas aromáticas, como laurel, con cuyas cenizas y humo purificaban los establos. A medianoche, todos se reunían en el flamen menor del dios, el Flamen Palatualis, para volver a rendir culto a la divinidad.
- Datos: Q666621